# Myleus
Genre
Myleus est un genre de poissons téléostéens de la famille des Serrasalmidae et de l'ordre des Characiformes. Le genre Myleus regroupe plusieurs espèces de poissons américains.

## Liste d'espèces
Selon FishBase (26 juin 2015):
- Myleus altipinnis (Valenciennes, 1850)
- Myleus arnoldi (Ahl, 1936)
- Myleus asterias (Müller & Troschel, 1844)
- Myleus knerii (Steindachner, 1881)
- Myleus latus (Jardine, 1841)
- Myleus levis Eigenmann & McAtee, 1907
- Myleus lobatus (Valenciennes, 1850)
- Myleus micans (Lütken, 1875)
- Myleus pacu (Jardine, 1841)
- Myleus rhomboidalis (Cuvier, 1818)
- Myleus schomburgkii (Jardine, 1841)
- Myleus setiger Müller & Troschel, 1844
- Myleus ternetzi (Norman, 1929)
- Myleus tiete (Eigenmann & Norris, 1900)
- Myleus torquatus (Kner, 1858)

## Galerie

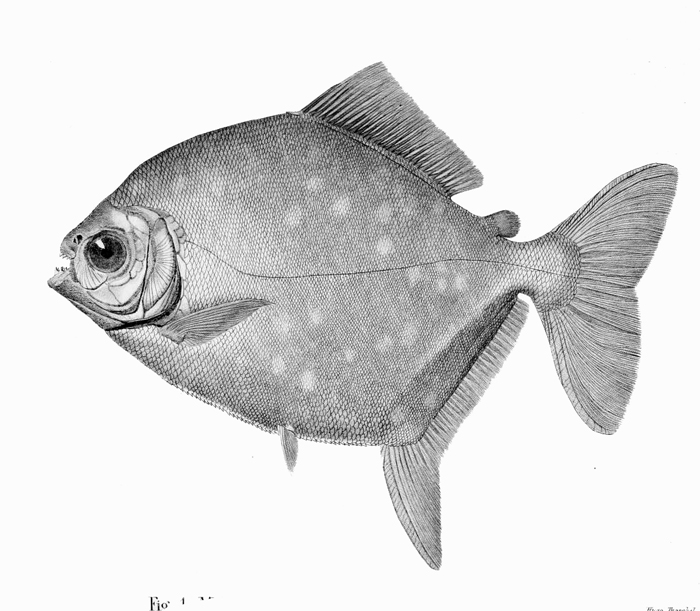
Myleus asterias
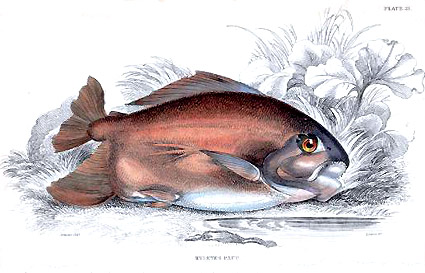
Myleus pacu
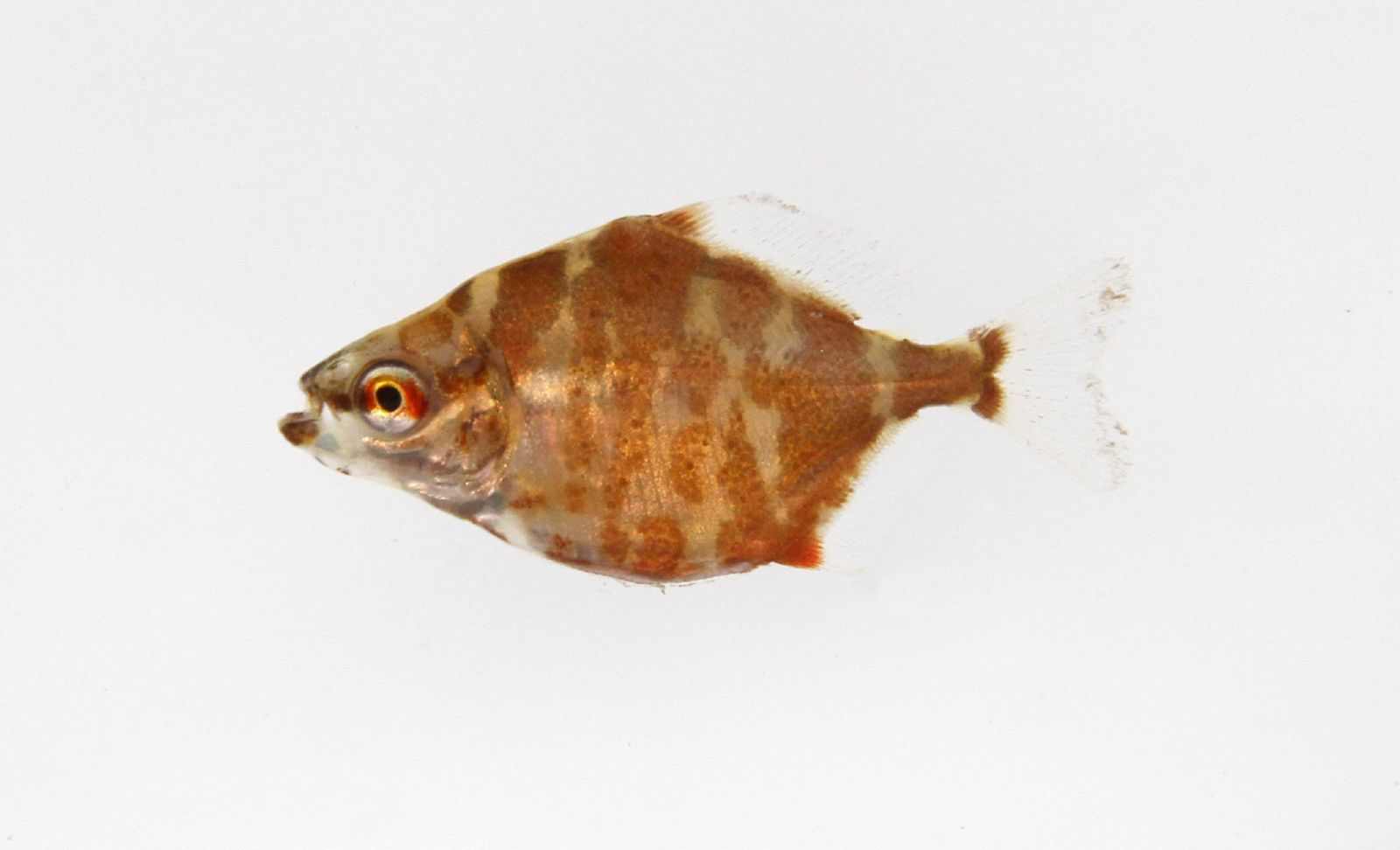
Myleus sp. juvénile